# Clifton Webb

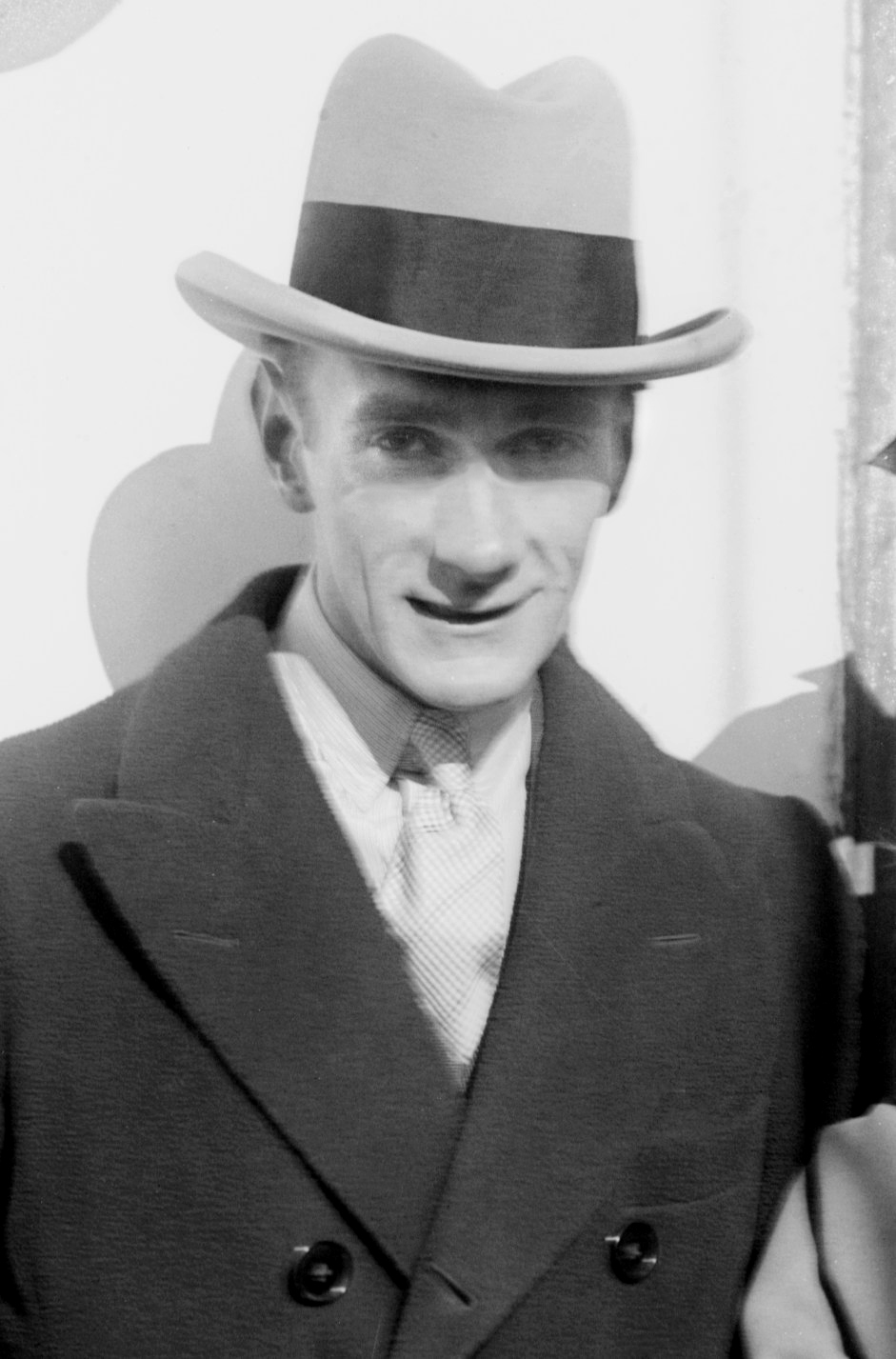
Clifton Webb, 1923

Clifton Webb, gebürtig Webb Parmalee Hollenbeck, (* 19. November 1889 in Indianapolis, Indiana; † 13. Oktober 1966 in Beverly Hills, Kalifornien) war ein US-amerikanischer Schauspieler.

## Leben
Webb verließ die Schule im Alter von 13 Jahren, um Kunst und Malerei zu studieren. In der Schule hatte er bereits eine Ausbildung zum Schauspieler und Tänzer bekommen. Mit 19 arbeitete er als Tänzer in New York, und ab Mitte 20 spielte er am Broadway in Musicals und Theaterstücken. Der Erfolg am Broadway trug ihn bis nach London. In den 1920er- und 1930er-Jahren galt er als einer der talentiertesten Bühnenstars des Landes.
Webb sammelte zwar bereits ab 1917 erste Erfahrungen als Darsteller in Stummfilmen, doch erst ab Mitte der 1940er-Jahre übernahm er regelmäßige Filmauftritte. Seine wohl berühmteste Filmrolle war die des scharfzüngigen Kolumnisten Waldo Lydecker in Otto Premingers Film noir Laura aus dem Jahr 1944. Hierfür bekam er die erste von insgesamt drei Oscar-Nominierungen. Die weiteren Nominierungen erhielt er für die Literaturverfilmung Auf Messers Schneide (1946) – sein Auftritt in diesem Film brachte ihm auch einen Golden Globe Award ein – sowie für seine Rolle als Haushälter Belvedere in der Komödie Belvedere räumt auf (1948). Die Rolle des hochbegabten Haushälters Belvedere verkörperte er auch in den Fortsetzungen Mr. Belvedere kann alles besser (Mr. Belvedere Goes to College) (1949) und Mr. Belvederes zweite Jugend (Mr. Belvedere Rings the Bell) (1951).
Weitere Rollen wie die des Vaters von 12 Kindern in der Komödie Im Dutzend billiger machten aus dem in Filmen oft zimperlich-komödiantisch auftretenden Webb einen eher unwahrscheinlichen Hollywood-Star. Das Theater blieb jedoch bis zu seinem Lebensende sein eigentliches Metier.
Webbs Homosexualität galt in Hollywood als offenes Geheimnis. Er lebte mit seiner Mutter bis zu deren Tod 1960 zusammen, was Noël Coward, in dessen Stücken er regelmäßig zu sehen war, zu dem Kommentar hinriss: „Es muss hart sein, im Alter von 70 Jahren Waisenkind zu werden.“

## Filmografie
- 1917: National Red Cross Pageant
- 1920: Polly with a Past
- 1924: Let Not Man Put Asunder
- 1925: New Toys
- 1925: The Heart of a Siren
- 1930: The Still Alarm (Kurzfilm)
- 1944: Laura
- 1946: Feind im Dunkel (The Dark Corner)
- 1946: Auf Messers Schneide (The Razor's Edge)
- 1948: Belvedere räumt auf (Sitting Pretty)
- 1949: Mr. Belvedere kann alles besser (Mr. Belvedere Goes to College)
- 1950: Im Dutzend billiger (Cheaper by the Dozen)
- 1950: For Heaven’s Sake
- 1951: Mr. Belvederes zweite Jugend (Mr. Belvedere Rings the Bell)
- 1951: Cornelia tut das nicht (Elopement)
- 1952: Im Dutzend heiratsfähig (Belles on Their Toes)
- 1952: Casanova wider Willen (Dreamboat)
- 1952: Liebe, Pauken und Trompeten (Stars and Stripes Forever)
- 1953: Der Untergang der Titanic (Titanic)
- 1953: Mister Scoutmaster
- 1954: Die Welt gehört der Frau (Woman’s World)
- 1954: Drei Münzen im Brunnen (Three Coins in the Fountain)
- 1956: Der Mann, den es nie gab (The Man Who Never Was)
- 1957: Der Knabe auf dem Delphin (Boy on a Dolphin)
- 1959: Der ehrbare Bigamist (The Remarkable Mr. Pennypacker)
- 1959: Ferien für Verliebte (Holiday for Lovers)
- 1962: China-Story (Satan Never Sleeps)